# Priotomis golbachi
Priotomis golbachi là một loài tò vò trong họ Ichneumonidae.